# کی لایم ایر
کی لایم ایر (به انگلیسی: Key Lime Air) یک شرکت هواپیمایی با کد یاتا KG است که در تاریخ ۱۹۹۷ میلادی تأسیس شده‌است. دفتر مرکزی کی لایم ایر در فرودگاه سنتنیال واقع شده‌است و قطب این شرکت هواپیمایی در فرودگاه سنتنیال قرار دارد.